# Sparianthina
Sparianthina là một chi nhện trong họ Sparassidae.